# Luogang

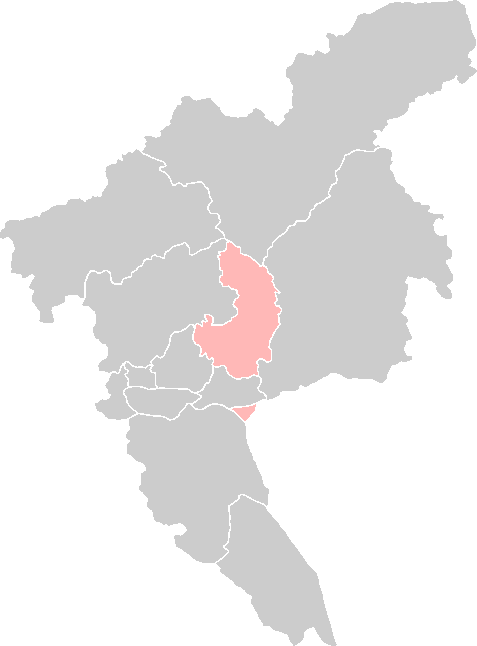
Położenie dzielnicy Luogang

Luogang (chiń. 萝岗区) – dawna dzielnica Kantonu, w prowincji Guangdong, w Chińskiej Republice Ludowej. Obejmowała powierzchnię 389,06 km² i liczyła 141 200 mieszkańców. 12 lutego 2014 roku została zlikwidowana, a jej obszar włączono do dzielnicy Huangpu.